# Trevor Letowski
Trevor Letowski (né le 5 avril 1977 à Thunder Bay en Ontario) est un joueur canadien de hockey sur glace professionnel devenu entraîneur. Il évolue au poste de centre.

## Biographie
Letowski joue en junior pour le Sting de Sarnia de la Ligue de hockey de l'Ontario. Le Sting le nomme recrue de l'année pour la saison 1994-1995. Il remporte une médaille d'or avec l'Équipe Canada au Championnat du monde junior de 1997 qui se déroule en Suisse. Une bannière montrant son numéro 10 en couleurs de l'équipe nationale canadienne est situé aux Sarnia Sports and Entertainment Centre où évolue son équipe junior.
Il est sélectionné au 7e tour, 174e choix au total, par les Coyotes de Phoenix au repêchage d'entrée de 1996.
Après sa troisième et dernière saison avec le Sting, il passe la saison 1997-1998 avec les Falcons de Springfield de la Ligue américaine de hockey. Letowski fit ses débuts dans Ligue nationale de hockey en 1998-1999 et est devenu un habitué de la programmation des Coyotes, jouant deux saisons complètes. Il fut échangé au milieu de la saison 2001-2002 par les Coyotes, avec Todd Warriner et Tyler Bouck, aux Canucks de Vancouver en retour de Drake Berehowsky et Denis Pederson.
Il signe en tant qu'agent libre le 3 juillet 2003 pour les Blue Jackets de Columbus. Lors du lock-out de la LNH en 2004-2005, il s'aligna pour Fribourg-Gottéron de la Ligue nationale A en Suisse avant de revenir l'année suivante avec Columbus. Il rejoint le 6 juillet 2006 les Hurricanes de la Caroline comme joueur autonome et reste avec eux pour deux saisons.
Au cours d'un match contre les Penguins de Pittsburgh 14 octobre 2006, il doit quitter sur une civière à la suite d'une collision avec Colby Armstrong.
Le 3 août 2008, il s'entend avec le Barys Astana de la KHL. Il met un terme à sa carrière en 2010 et devient entraîneur. Entre 2010 et 2020, il entraîne les Sting de Sarnia puis les Spitfires de Windsor dans la Ligue de hockey de l'Ontario. En 2021, il devient entraîneur-adjoint des Canadiens de Montréal. 

## Statistiques
Pour les significations des abréviations, voir Statistiques du hockey sur glace.

### En club
| Saison     | Équipe                    | Ligue      |     | Saison régulière | Saison régulière | Saison régulière | Saison régulière | Saison régulière |   | Séries éliminatoires | Séries éliminatoires | Séries éliminatoires | Séries éliminatoires | Séries éliminatoires |
| Saison     | Équipe                    | Ligue      | PJ  | B                | A                | Pts              | Pun              | PJ               | B | A                    | Pts                  | Pun                  |                      |                      |
| 1994-1995  | Sting de Sarnia           | LHO        | 66  | 22               | 19               | 41               | 33               | 4                | 0 | 1                    | 1                    | 9                    |                      |                      |
| 1995-1996  | Sting de Sarnia           | LHO        | 66  | 36               | 63               | 99               | 66               | 10               | 9 | 5                    | 14                   | 10                   |                      |                      |
| 1996-1997  | Sting de Sarnia           | LHO        | 55  | 35               | 73               | 108              | 51               | 12               | 9 | 12                   | 21                   | 20                   |                      |                      |
| 1997-1998  | Falcons de Springfield    | LAH        | 75  | 11               | 20               | 31               | 26               | 4                | 1 | 0                    | 1                    | 2                    |                      |                      |
| 1998-1999  | Coyotes de Phoenix        | LNH        | 14  | 2                | 2                | 4                | 2                | -                | - | -                    | -                    | -                    |                      |                      |
| 1998-1999  | Falcons de Springfield    | LAH        | 67  | 32               | 35               | 67               | 46               | 3                | 1 | 0                    | 1                    | 2                    |                      |                      |
| 1999-2000  | Coyotes de Phoenix        | LNH        | 82  | 19               | 20               | 39               | 20               | 5                | 1 | 1                    | 2                    | 4                    |                      |                      |
| 2000-2001  | Coyotes de Phoenix        | LNH        | 77  | 7                | 15               | 22               | 32               | -                | - | -                    | -                    | -                    |                      |                      |
| 2001-2002  | Coyotes de Phoenix        | LNH        | 33  | 2                | 6                | 8                | 4                | -                | - | -                    | -                    | -                    |                      |                      |
| 2001-2002  | Canucks de Vancouver      | LNH        | 42  | 7                | 10               | 17               | 15               | 6                | 0 | 1                    | 1                    | 8                    |                      |                      |
| 2002-2003  | Canucks de Vancouver      | LNH        | 78  | 11               | 14               | 25               | 36               | 6                | 0 | 1                    | 1                    | 0                    |                      |                      |
| 2003-2004  | Blue Jackets de Columbus  | LNH        | 73  | 15               | 17               | 32               | 16               | -                | - | -                    | -                    | -                    |                      |                      |
| 2004-2005  | Fribourg-Gottéron         | LNA        | 9   | 4                | 5                | 9                | 6                | -                | - | -                    | -                    | -                    |                      |                      |
| 2005-2006  | Blue Jackets de Columbus  | LNH        | 81  | 10               | 18               | 28               | 36               | -                | - | -                    | -                    | -                    |                      |                      |
| 2006-2007  | Hurricanes de la Caroline | LNH        | 61  | 2                | 6                | 8                | 18               | -                | - | -                    | -                    | -                    |                      |                      |
| 2007-2008  | Hurricanes de la Caroline | LNH        | 75  | 9                | 9                | 18               | 30               | -                | - | -                    | -                    | -                    |                      |                      |
| 2008-2009  | Barys Astana              | KHL        | 37  | 7                | 7                | 14               | 30               | 3                | 1 | 0                    | 1                    | 2                    |                      |                      |
| 2009-2010  | Barys Astana              | KHL        | 54  | 3                | 10               | 13               | 24               | 3                | 0 | 0                    | 0                    | 0                    |                      |                      |
| Totaux LNH | Totaux LNH                | Totaux LNH | 616 | 84               | 117              | 201              | 209              | 17               | 1 | 3                    | 4                    | 12                   |                      |                      |